# Secretari del Tresor dels Estats Units
El secretari del Tresor dels Estats Units (en anglès: United States Secretary of the Treasury) és la prefectura del Departament del Tresor dels Estats Units. Aquest càrrec en el Govern federal és anàleg als ministres de finances d'altres països. Així mateix, es troba en el cinquè lloc en la línia de successió presidencial.

## Història
Robert Morris va ser la primera persona a la qual se li va oferir el lloc de secretari del Tresor dels Estats Units per George Washington, però Morris va declinar l'oferta ja que havia exercit un càrrec similar, perquè havia ocupat el lloc de superintendent de Finances per al Congrés Continental. Per això, el primer secretari del Tresor va ser Alexander Hamilton a petició de Morris i, la cara de la qual, figura en els bitllets de deu dòlars.

## Funcions
El secretari és responsable de formular i recomanar la política financera, econòmica i fiscal nacional i internacional, participar en la formulació de polítiques fiscals àmplies que tinguin un significat general per a l'economia i gestionar el deute públic. El secretari supervisa les activitats del Departament en l'exercici de les seves principals responsabilitats d'aplicació de la llei; en servir com a agent financer del govern dels Estats Units; i en la fabricació de moneda.
Té un lloc en el consell d'administració del Fons Monetari Internacional, el Banc Mundial, el Banc Asiàtic de Desenvolupament, el Banc Africà de Desenvolupament, el Banc Europeu per a la Reconstrucció i el Desenvolupament i el Banc Interamericà de Desenvolupament.

## Llista de secretaris del Tresor
| LLoc | Retrat | Nom                     | Estat         | Mandat                 | Mandat                 | Membre del gabinet del president                   |
| ---- | ------ | ----------------------- | ------------- | ---------------------- | ---------------------- | -------------------------------------------------- |
| 1    |        | Alexander Hamilton      | Nova York     | 11 de setembre de 1789 | 31 de gener de 1795    | George Washington                                  |
| 2    |        | Oliver Wolcott, Jr.     | Connecticut   | 3 de febrer de 1795    | 31 de desembre de 1800 | George Washington, John Adams                      |
| 3    |        | Samuel Dexter           | Massachusetts | 1 de gener de 1801     | 13 de maig de 1801     | John Adams, Thomas Jefferson                       |
| 4    |        | Albert Gallatin         | Pennsilvània  | 14 de maig de 1801     | 8 de febrer de 1814    | Thomas Jefferson, James Madison                    |
| 5    |        | George W. Campbell      | Tennessee     | 9 de febrer de 1814    | 5 d'octubre de 1814    | James Madison                                      |
| 6    |        | Alexander J. Dallas     | Pennsilvània  | 6 d'octubre de 1814    | 21 d'octubre de 1816   | James Madison                                      |
| 7    |        | William Harris Crawford | Geòrgia       | 22 d'octubre de 1816   | 6 de març de 1825      | James Madison, James Monroe                        |
| 8    |        | Richard Rush            | Pennsilvània  | 7 de març de 1825      | 5 de març de 1829      | John Quincy Adams                                  |
| 9    |        | Samuel D. Ingham        | Pennsilvània  | 6 de març de 1829      | 20 de juny de 1831     | Andrew Jackson                                     |
| 10   |        | Louis McLane            | Delaware      | 8 d'agost de 1831      | 28 de maig de 1833     | Andrew Jackson                                     |
| 11   |        | William J. Duane        | Pennsilvània  | 29 de maig de 1833     | 22 de setembre de 1833 | Andrew Jackson                                     |
| 12   |        | Roger B. Taney          | Maryland      | 23 de setembre de 1833 | 25 de juny de 1834     | Andrew Jackson                                     |
| 13   |        | Levi Woodbury           | Nou Hampshire | 1 de juliol de 1834    | 3 de març de 1841      | Andrew Jackson, Martin Van Buren                   |
| 14   |        | Thomas Ewing, Sr.       | Ohio          | 4 de març de 1841      | 11 de setembre de 1841 | William Henry Harrison, John Tyler                 |
| 15   |        | Walter Forward          | Pennsilvània  | 13 de setembre de 1841 | 1 de març de 1843      | John Tyler                                         |
| 16   |        | John C. Spencer         | Nova York     | 8 de març de 1843      | 2 de maig de 1844      | John Tyler                                         |
| 17   |        | George M. Bibb          | Kentucky      | 4 de juliol de 1844    | 7 de març de 1845      | John Tyler                                         |
| 18   |        | Robert J. Walker        | Mississipi    | 8 de març de 1845      | 5 de març de 1849      | James Polk                                         |
| 19   |        | William M. Meredith     | Pennsilvània  | 8 de març de 1849      | 22 de juliol de 1850   | Zachary Taylor                                     |
| 20   |        | Thomas Corwin           | Ohio          | 23 de juliol de 1850   | 6 de març de 1853      | Millard Fillmore                                   |
| 21   |        | James Guthrie           | Kentucky      | 7 de març de 1853      | 6 de març de 1857      | Franklin Pierce                                    |
| 22   |        | Howell Cobb             | Geòrgia       | 7 de març de 1857      | 8 de desembre de 1860  | James Buchanan                                     |
| 23   |        | Philip F. Thomas        | Maryland      | 12 de desembre de 1860 | 14 de gener de 1861    | James Buchanan                                     |
| 24   |        | John Adams Dix          | Nova York     | 15 de gener de 1861    | 6 de març de 1861      | James Buchanan                                     |
| 25   |        | Salmon P. Chase         | Ohio          | 7 de març de 1861      | 30 de juny de 1864     | Abraham Lincoln                                    |
| 26   |        | William P. Fessenden    | Maine         | 5 de juliol de 1864    | 3 de març de 1865      | Abraham Lincoln                                    |
| 27   |        | Hugh McCulloch          | Indiana       | 9 de març de 1865      | 3 de març de 1869      | Abraham Lincoln, Andrew Johnson                    |
| 28   |        | George S. Boutwell      | Massachusetts | 12 de març de 1869     | 16 de març de 1873     | Ulysses S. Grant                                   |
| 29   |        | William A. Richardson   | Massachusetts | 17 de març de 1873     | 3 de juny de 1874      | Ulysses S. Grant                                   |
| 30   |        | Benjamin H. Bristow     | Kentucky      | 4 de juny de 1874      | 20 de juny de 1876     | Ulysses S. Grant                                   |
| 31   |        | Lot M. Morrill          | Maine         | 7 de juliol de 1876    | 9 de març de 1877      | Ulysses S. Grant, Rutherford B. Hayes              |
| 32   |        | John Sherman            | Ohio          | 10 de març de 1877     | 3 de març de 1881      | Rutherford B. Hayes                                |
| 33   |        | William Windom          | Minnesota     | 8 de març de 1881      | 13 de novembre de 1881 | James A. Garfield, Chester A. Arthur               |
| 34   |        | Charles J. Folger       | Nova York     | 14 de novembre 1881    | 4 de setembre de 1884  | Chester A. Arthur                                  |
| 35   |        | Walter Q. Gresham       | Indiana       | 5 de setembre de 1884  | 30 d'octubre de 1884   | Chester A. Arthur                                  |
| 36   |        | Hugh McCulloch          | Indiana       | 31 d'octubre de 1884   | 7 de març de 1885      | Chester A. Arthur, Grover Cleveland                |
| 37   |        | Daniel Manning          | Nova York     | 8 de març de 1885      | 31 de març de 1887     | Grover Cleveland                                   |
| 38   |        | Charles S. Fairchild    | Nova York     | 1 d'abril de 1887      | 6 de març de 1889      | Grover Cleveland                                   |
| 39   |        | William Windom          | Minnesota     | 7 de març de 1889      | 29 de gener de 1891    | Benjamin Harrison                                  |
| 40   |        | Charles Foster          | Ohio          | 25 de febrer de 1891   | 6 de març de 1893      | Benjamin Harrison, Grover Cleveland                |
| 41   |        | John G. Carlisle        | Kentucky      | 7 de març de 1893      | 5 de març de 1897      | Grover Cleveland, William McKinley                 |
| 42   |        | Lyman J. Gage           | Illinois      | 6 de març de 1897      | 31 de gener de 1902    | William McKinley, Theodore Roosevelt               |
| 43   |        | L.M. Shaw               | Iowa          | 1 de febrer de 1902    | 3 de març de 1907      | Theodore Roosevelt                                 |
| 44   |        | George B. Cortelyou     | Nova York     | 4 de març 1907         | 7 de març de 1909      | Theodore Roosevelt                                 |
| 45   |        | Franklin MacVeagh       | Illinois      | 8 de març de 1909      | 5 de març de 1913      | William Howard Taft                                |
| 46   |        | William G. McAdoo       | Nova York     | 6 de març de 1913      | 15 de desembre de 1918 | Woodrow Wilson                                     |
| 47   |        | Carter Glass            | Virgínia      | 16 de desembre de 1918 | 1 de febrer de 1920    | Woodrow Wilson                                     |
| 48   |        | David F. Houston        | Missouri      | 2 de febrer de 1920    | 3 de març de 1921      | Woodrow Wilson                                     |
| 49   |        | Andrew W. Mellon        | Pennsilvània  | 4 de març de 1921      | 12 de febrer de 1932   | Warren G. Harding, Calvin Coolidge, Herbert Hoover |
| 50   |        | Ogden L. Mills          | Nova York     | 13 de febrer de 1932   | 4 de març de 1933      | Herbert Hoover                                     |
| 51   |        | William H. Woodin       | Nova York     | 5 de març de 1933      | 31 de desembre de 1933 | Franklin D. Roosevelt                              |
| 52   |        | Henry Morgenthau        | Nova York     | 1 de gener de 1934     | 22 de juliol de 1945   | Franklin D. Roosevelt, Harry S. Truman             |
| 53   |        | Fred M. Vinson          | Kentucky      | 23 de juliol de 1945   | 23 de juny de 1946     | Harry S. Truman                                    |
| 54   |        | John W. Snyder          | Missouri      | 25 de juny de 1946     | 20 de gener de 1953    | Harry S. Truman                                    |
| 55   |        | George Humphrey         | Ohio          | 21 de gener de 1953    | 29 de juliol de 1957   | Dwight D. Eisenhower                               |
| 56   |        | Robert B. Anderson      | Connecticut   | 29 de juliol de 1957   | 20 de gener de 1961    | Dwight D. Eisenhower                               |
| 57   |        | Douglas Dillon          | Nova Jersey   | 21 de gener de 1961    | 1 d'abril de 1965      | John F. Kennedy, Lyndon Johnson                    |
| 58   |        | Henry H. Fowler         | Virgínia      | 1 d'abril de 1965      | 20 de desembre de 1968 | Lyndon Johnson                                     |
| 59   |        | Joseph Barr             | Indiana       | 21 de desembre de 1968 | 20 de gener de 1969    | Lyndon Johnson                                     |
| 60   |        | David Kennedy           | Utah          | 22 de gener de 1969    | 10 de febrer de 1971   | Richard Nixon                                      |
| 61   |        | John B. Connally        | Texas         | 11 de febrer de 1971   | 12 de juny de 1972     | Richard Nixon                                      |
| 62   |        | George Shultz           | Illinois      | 12 de juny de 1972     | 8 de maig de 1974      | Richard Nixon                                      |
| 63   |        | William Simon           | Nova Jersey   | 8 de maig de 1974      | 20 de gener de 1977    | Richard Nixon, Gerald Ford                         |
| 64   |        | W. Michael Blumenthal   | Míchigan      | 23 de gener de 1977    | 4 d'agost de 1979      | Jimmy Carter                                       |
| 65   |        | G. William Miller       | Rhode Island  | 7 d'agost de 1979      | 20 de gener de 1981    | Jimmy Carter                                       |
| 66   |        | Donald Regan            | Nova Jersey   | 22 de gener de 1981    | 1 de febrer de 1985    | Ronald Reagan                                      |
| 67   |        | James A. Baker III      | Texas         | 4 de febrer de 1985    | 17 d'agost de 1988     | Ronald Reagan                                      |
| 68   |        | Nicholas Brady          | Nova Jersey   | 15 de setembre de 1988 | 17 de gener de 1993    | Ronald Reagan, George H. W. Bush                   |
| 69   |        | Lloyd Bentsen           | Texas         | 20 de gener de 1993    | 22 de desembre de 1994 | Bill Clinton                                       |
| 70   |        | Robert E. Rubin         | Nova York     | 11 de gener de 1995    | 2 de juliol de 1999    | Bill Clinton                                       |
| 71   |        | Lawrence Summers        | Massachusetts | 2 de juliol de 1999    | 20 de gener de 2001    | Bill Clinton                                       |
| 72   |        | Paul O'Neill            | Pennsilvània  | 20 de gener de 2001    | 31 de desembre de 2002 | George W. Bush                                     |
| 73   |        | John W. Snow            | Virgínia      | 3 de febrer de 2003    | 30 de juny de 2006     | George W. Bush                                     |
| 74   |        | Henry M. Paulson Jr.    | Illinois      | 10 de juliol de 2006   | 20 de gener de 2009    | George W. Bush                                     |
| 75   |        | Timothy F. Geithner     | Nova York     | 20 de gener de 2009    | 25 de febrer de 2013   | Barack Obama                                       |
| 76   |        | Jack Lew                | Nova York     | 28 de febrer de 2013   | 20 de gener de 2017    | Barack Obama                                       |
| 77   |        | Steven Mnuchin          | Nova York     | 13 de febrer de 2017   | 20 de gener de 2021    | Donald Trump                                       |
| 78   |        | Janet Yellen            | Califòrnia    | 26 de gener de 2021    | En el càrrec           | Joe Biden                                          |